# Нуччи, Лео
Ле́о Ну́ччи (итал. Leo Nucci; 16 апреля 1942, Кастильоне-дей-Пеполи, Эмилия-Романья, Италия) ― итальянский оперный певец (баритон). Особенно известен ролями в операх Верди в целом и исполнением партии Риголетто в частности (пел её более 500 раз).

## Биография
Учился у Марио Бигацци и Джузеппе Маркези в Болонье, затем совершенствовал вокальное мастерство с у Оттавио Гонзо в Милане.
В 1967 году победил на оперном конкурсе в Сполето. Там же исполнил свою первую оперную роль — Фигаро в «Севильском цирюльнике» Джоаккино Россини. 
Несмотря на успех дебюта, несколько лет проработал в хоре театра Ла Скала. Заменив Анжело Ромеро в роли Фигаро, впервые солировал в Ла Скала 30 января 1977 года. Другие важные дебюты — в Ковент-Гардене в 1978 году («Луиза Миллер»), в Метрополитен-опере в 1980 году («Бал-маскарад»), в Парижской опере в 1981 году.
В 1989 году впервые выступил на Зальцбургском фестивале (под руководством Герберта фон Караяна).
С 1991 до 2008 неоднократно выступал на Арена ди Верона, в основном в ролях Навуходоносора и Риголетто. На закате карьеры чаще всего выступал в пармском театре Реджо и там же на фестивале Верди.
В Вене, в спектакле «Набукко», подставился под тяжелый железный занавес, падавший на его партнёршу Марию Гулегину, и тем самым спас ей жизнь.
Состоит в браке с Адрианой Аньелли, оперной певицей (сопрано), у них есть дочь.

### Вокальное долголетие
Нуччи выступал на оперной сцене почти до 80 лет, демонстрируя удивительное вокальное долголетие. После 65 лет неутомимо продолжал карьеру. Так, в 2008 году пел в театре Ла Скала в операх «Джанни Скикки» и «Макбет». На 16 сентября 2010 года было запланировано выступление Лео Нуччи на открытии оперного сезона Михайловского театра, однако оно было отменено по состоянию здоровья певца. В 2011 году выступил в роли Навуходоносора в Римской опере по случаю 150-летия объединения Италии. В 2013 году, в возрасте 70 лет, он снова исполнил в Ла Скала партию Навуходоносора. В августе 2018 года, в возрасте 76 лет, он выступил на Веронской арене  в роли Фигаро. В 77 лет продолжал выступать в роли Риголетто.
Винченцо Беллини
- «Пуритане» — Риккардо

Жорж Бизе
- «Кармен» — Данкайро

Франческо Чилеа
- «Адриана Лекуврёр» — Мишонне
- «Арлезианка» — Бальтазар

Гаэтано Доницетти
- «Дон Паскуале» — Малатеста
- «Колокольчик» — Энрико
- «Любовный напиток» — Дулькамара / Белькоре
- «Фаворитка» — Альфонс XI
- «Театральные удобства и неудобства» — Агата
- «Лючия ди Ламмермур» — Энрико Астон
- «Мария ди Руденц» — Коррадо
- «Рита» — Гаспаро

Умберто Джордано
- «Андре Шенье» — Шарль Жерар
- «Федора» — де Сирье

Шарль Гуно
- «Ромео и Джульетта» — Меркуцио

Руджеро Леонкавалло
- «Паяцы» — Тонио / Сильвио
- «Заза» — Каскарт

Пьетро Масканьи
- «Ирис» — Киото

Вольфганг Амадей Моцарт
- «Идоменей, царь Критский» — Арбас

Амилькаре Понкьелли
- «Джоконда» — Барнаба

Джакомо Пуччини
- «Джанни Скикки» — Джанни Скикки
- «Богема» — Шонар / Марсель
- «Девушка с Запада» — Сонора
- «Ласточка» — Рамбальдо
- «Виллисы» — Гульельмо
- «Мадам Баттерфляй» — Шарплес
- «Манон Леско» — Леско
- «Тоска» — Скарпиа

Морис Равель
- «Дитя и волшебство» — Часы / Кот

Джоаккино Россини
- «Севильский цирюльник» — Фигаро
- «Турок в Италии» — Просдочимо
- «Путешествие в Реймс» — Дон Альваро

Антонио Сальери
- «Сначала музыка, а потом слова» — Поэт

Джузеппе Верди
- «Аида» — Амонасро
- «Аттила» — Эцио
- «Дон Карлос» — Родриго ди Поза
- «Эрнани» — Карл V
- «Фальстаф» — Фальстаф / Форд
- «Двое Фоскари» — Франческо Фоскари
- «Сицилийская вечерня» — де Монфор
- «Трубадур» — граф ди Луна
- «Сила судьбы» — Дон Карлос
- «Травиата» — Жорж Жермон
- «Луиза Миллер» — Миллер
- «Макбет» — Макбет
- «Набукко» — Набукко
- «Отелло» — Яго
- «Риголетто» — Риголетто
- «Симон Бокканегра» — Паоло / Симон Бокканегра
- «Стиффелио» — Станкар
- «Бал-маскарад» — Ренато

Рихард Вагнер
- «Тристан и Изольда» — Мелот

| Год  | Название             | Партия            | Солисты                                                             | Дирижёр             | Студия        |
| ---- | -------------------- | ----------------- | ------------------------------------------------------------------- | ------------------- | ------------- |
| 1979 | Виллисы              | Гульельмо         | Рената Скотто, Пласидо Доминго, Тито Гобби                          | Лорин Маазель       | CBS           |
| 1981 | Ласточка             | Рамбальдо         | Кири Те Канава, Пласидо Доминго, Мариана Николеско                  | Лорин Маазель       | CBS           |
|      | Турок в Италии       | Просдочимо        | Сэмуэль Реми, Монсеррат Кабалье, Энцо Дара                          | Рикардо Шайи        | CBS           |
|      | Аида                 | Амона́сро          | Катя Риччарелли, Пласидо Доминго, Елена Образцова, Николай Гяуров   | Клаудио Аббадо      | DG            |
| 1982 | Севильский цирюльник | Фигаро            | Мэрилин Хорн, Паоло Барбачини, Энцо Дара, Сэмуэль Реми              | Рикардо Шайи        | Cetra         |
|      | Фальстаф             | Форд              | Ренато Брузон, Катя Риччарелли, Барбара Хендрикс, Лючия Валентини   | Карло Мария Джулини | DG            |
| 1983 | Дон Карлос           | Родриго           | Пласидо Доминго, Катя Риччарелли, Руджеро Раймонди, Лючия Валентини | Клаудио Аббадо      | DG            |
|      | Дон Паскуале         | Доктор Малатеста  | Сесто Брускантини, Мирелла Френи, Госта Винбергх                    | Риккардо Мути       | EMI           |
| 1984 | Тоска                | Скарпиа           | Кири Те Канава, Джакомо Арагаль, Пьеро де Пальма                    | Сэр Георг Шолти     | DG            |
|      | Андре Шенье          | Шарль Жерар       | Лучано Паваротти, Монсеррат Кабалье, Криста Людвиг                  | Рикардо Шайи        | Decca         |
| 1986 | Макбет               | Макбет            | Ширли Верретт, Сэмуэль Реми, Вериано Лучетти                        | Рикардо Шайи        | Decca DG(DVD) |
| 1987 | Эрнани               | Карл V            | Лучано Паваротти, Джоан Сазерленд, Паата Бурчуладзе                 | Ричард Бонинг       | Decca         |
| 1988 | Севильский цирюльник | Фигаро            | Чечилия Бартоли, Уильям Маттеуцци, Паата Бурчуладзе                 | Джузеппе Патане     | Decca         |
|      | Адриана Лекуврёр     | Мишонне           | Джоан Сазерленд, Карло Бергонци, Клеопатра Чурка                    | Ричард Бонинг       | Decca         |
|      | Риголетто            | Риголетто         | Джун Андерсон, Лучано Паваротти, Николай Гяуров, Ширли Верретт      | Рикардо Шайи        | Decca         |
| 1989 | Симон Бокканегра     | Симон Бокканегра  | Кири Те Канава, Джакомо Арагаль, Паата Бурчуладзе                   | Сэр Георг Шолти     | Decca         |
|      | Бал-маскарад         | Ренато Анкарстрём | Пласидо Доминго, Жозефина Барстоу, Чо Суми                          | Герберт фон Караян  | DG            |
| 1990 | Любовный напиток     | Белькоре          | Лучано Паваротти, Кэтлин Бэттл, Энцо Дара                           | Джеймс Ливайн       | DG            |
|      | Трубадур             | Граф ди Луна      | Лучано Паваротти, Антонелла Банауди, Ширли Верретт                  | Зубин Мета          | Decca         |
| 1991 | Джанни Скикки        | Джанни Скикки     | Мирелла Френи, Роберто Аланья, Эва Подлеш                           | Бруно Бартолетти    | Decca         |

## Награды и премии
На протяжении всей своей карьеры Лео Нуччи много раз был удостоен различных наград и премий. Наиболее важными из них являются:
- 1992 год: Орден «За заслуги перед Итальянской Республикой» (гранд-офицер)
- 1996 год: Назначен каммерзенгером Венской государственной оперы
- 2000 год: назначен Послом доброй воли ЮНИСЕФ в Италии
- 2002 год: Орден Искусств и литературы, Франция
- 2004 год: Почётное членство в Венской государственной опере
- 2004 год: Премия Карузо (на 24-й церемонии вручения)
- 2009 год: Почётный гражданин города Парма